# 25.ª edición de los Premios Óscar
La 25.ª edición de los premios Óscar se celebró el 19 de marzo de 1953 en el RKO Pantages Theatre de Hollywood y el NBC International Theatre de Nueva York.
Fue la primera ceremonia retransmitida por televisión, y la primera que se celebró en dos ubicaciones simultáneas, una en Hollywood y la otra en Nueva York. También fue el único año en el que la ceremonia de Nueva York tuvo lugar en el NBC International Theatre de Columbus Circle, que fue poco después demolido y reemplazado por el centro de convenciones New York Coliseum.
La gran sorpresa de la noche fue la derrota de la gran favorita High Noon frente a la película de Cecil B. DeMille The Greatest Show on Earth, cinta considerada generalmente entre las peores películas ganadoras del Óscar a la mejor película. La revista americana especializada Premiere la incluye entre las 10 peores ganadoras del Óscar, mientras que la revista británica Empire la posiciona en el tercer lugar de su lista de las 10 peores ganadoras del Óscar. En la web Rotten Tomatoes, tiene la puntuación más baja en su lista de películas ganadoras del premio a la mejor película. De todas las películas nominadas ese año a los premios de la Academia, solo High Noon y Cantando bajo la lluvia aparecen 46 años después en la lista del American Film Institute de las mejores películas americanas del siglo XX. En el caso de Cantando bajo la lluvia, además ese año fue nombrada como la mejor película musical americana de todos los tiempos; y en 2007, el American Film Institute actualizó la lista de mejores películas, colocándola en la quinta posición. En esa actualización de 2007, High Noon fue ubicada en el puesto 27.
Cautivos del mal ganó cinco premios, el mayor número de premios obtenido nunca por una película no nominada en la categoría de Mejor película. Fue también la segunda ocasión en la que una película no nominada en la principal categoría consiguió el mayor número de premios, excluyendo los años en los que hubo empate en el mayor número de premios. La única otra película que consiguió este hecho fue El ladrón de Bagdad en la 13.ª ceremonia; a fecha actual, no ha vuelto a ocurrir.
Hasta que Spotlight ganó el premio a la mejor película y el premio al mejor guion original en la 88.ª ceremonia, este fue el último año en el que la mejor película ganó solo dos premios. También fue la segunda vez (de un total de tres veces, hasta la fecha) en el que dos cintas NO nominadas a mejor película recibieron más nominaciones que la película ganadora (Cautivos del mal y Hans Christian Andersen, ambas con 6). Este hecho volvió a ocurrir en la 79.ª edición.
Shirley Booth se convirtió en la última persona en ganar un premio en categoría interpretativa principal nacida en el siglo XIX. También ostenta el privilegio de ser la primera mujer en ganar el premio habiendo cumplido los 50 años, concretamente 54 (la segunda mujer en conseguirlo fue Julianne Moore, quien también contaba 54 años cuando fue premiada en la 87.ª ceremonia).
La cuarta victoria de John Ford como mejor director estableció un récord de victorias en esa categoría que no ha podido ser igualada hasta la fecha.
Por primera vez desde que se crearon los premios a mejor actor y actriz de reparto en 1936, los premios a mejor película, mejor director, así como las cuatro categorías interpretativas fueron a parar a seis películas diferentes. Desde entonces, este hecho ha ocurrido solo tres veces, en 1956, 2005 y 2012.

## Ganadores y nominados

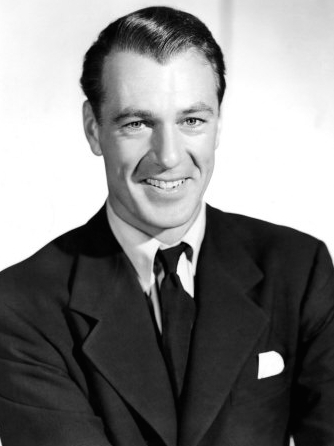
Gary Cooper obtuvo el Óscar como mejor actor por High Noon.

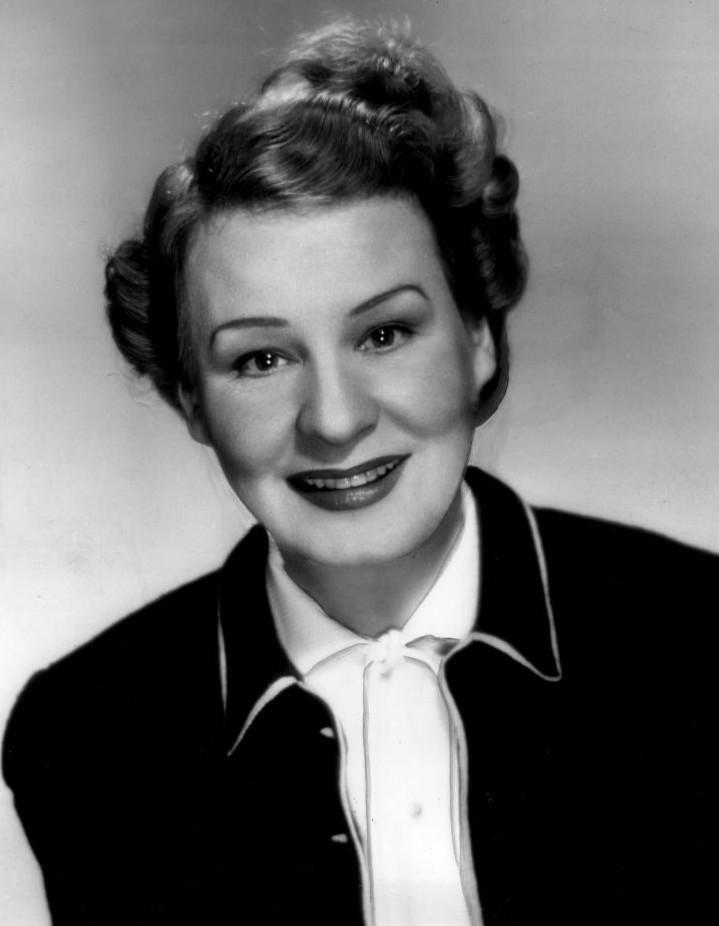
Shirley Booth obtuvo el Óscar a la mejor actriz por Come Back, Little Sheba.

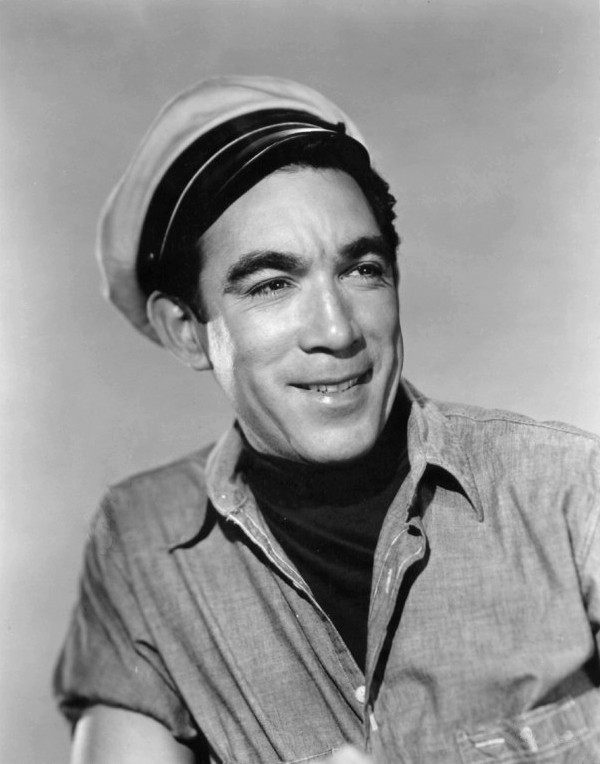
Anthony Quinn obtuvo el Óscar al mejor actor de reparto por ¡Viva Zapata!.

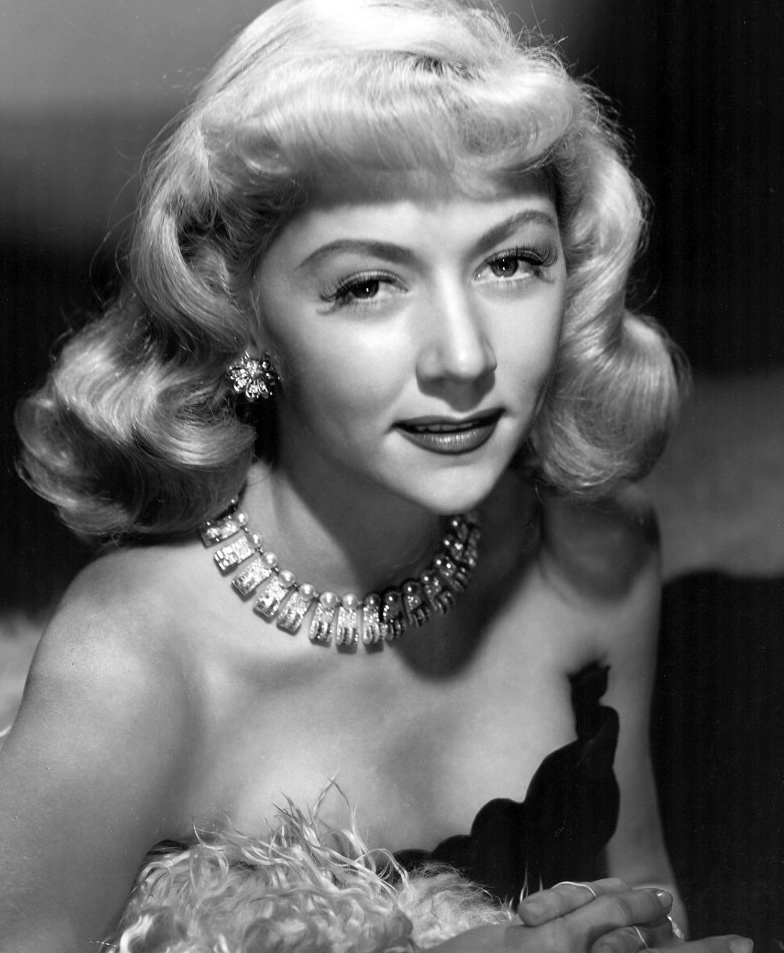
Gloria Grahame obtuvo el Óscar a la mejor actriz de reparto por Cautivos del mal.

Indica el ganador dentro de cada categoría.
| Mejor película Presentado por: Mary Pickford The Greatest Show on Earth (El mayor espectáculo del mundo) — Cecil B. DeMille, productor - Ivanhoe — Pandro S. Berman, productor - High Noon (Solo ante el peligro/A la hora señalada) — Stanley Kramer, productor - The Quiet Man (El hombre tranquilo) — John Ford, productor - Moulin Rouge — John Huston, productor | Mejor dirección Presentado por: Olivia de Havilland John Ford — The Quiet Man (El hombre tranquilo) - Joseph L. Mankiewicz — 5 Fingers (Operación Cicerón) - Fred Zinnemann — High Noon (Solo ante el peligro/A la hora señalada) - Cecil B. DeMille — The Greatest Show on Earth (El mayor espectáculo del mundo) - John Huston — Moulin Rouge |
| Mejor actor Presentado por: Janet Gaynor Gary Cooper — High Noon (Solo ante el peligro/A la hora señalada) - Marlon Brando — ¡Viva Zapata! - Kirk Douglas — The Bad and the Beautiful (Cautivos del mal) - José Ferrer — Moulin Rouge - Alec Guinness — The Lavender Hill Mob (Oro en barras) | Mejor actriz Presentado por: Fredric March Shirley Booth — Come Back, Little Sheba (Vuelve, pequeña Sheba) - Joan Crawford — Sudden Fear (Miedo súbito) - Bette Davis — The Star (La estrella) - Julie Harris — The Member of the Wedding (Frankie y la boda) - Susan Hayward — With a Song in My Heart (Con una canción en mi corazón) |
| Mejor actor de reparto Presentado por: Greer Garson Anthony Quinn — ¡Viva Zapata! - Richard Burton — My Cousin Rachel (Mi prima Raquel) - Arthur Hunnicutt — The Big Sky (Río de sangre) - Victor McLaglen — The Quiet Man (El hombre tranquilo) - Jack Palance — Sudden Fear (Miedo súbito) | Mejor actriz de reparto Presentado por: Edmund Gwenn Gloria Grahame — The Bad and the Beautiful (Cautivos del mal) - Jean Hagen — Singin' in the Rain (Cantando bajo la lluvia) - Colette Marchand — Moulin Rouge - Terry Moore — Come Back, Little Sheba (Vuelve, pequeña Sheba) - Thelma Ritter — With a Song in My Heart (Con una canción en mi corazón) |
| Mejor argumento Presentado por: Dore Schary The Greatest Show on Earth (El mayor espectáculo del mundo) — Frederic Frank, Theodore St. John y Frank Cavett - The Narrow Margin (Testigo accidental) — Martin Goldsmith y Jack Leonard - My Son John (Mi hijo John) — Leo McCarey - The Sniper (El francotirador) — Edna Anhalt y Edward Anhalt - The Pride of St. Louis — Guy Trosper | Mejor argumento y guion Presentado por: Dore Schary The Bad and the Beautiful (Cautivos del mal) — Charles Schnee - The Sound Barrier (La barrera del sonido) — Terence Rattigan - The Atomic City (El FBI entra en acción) — Sidney Bohem - ¡Viva Zapata! — John Steinbeck - Pat and Mike (La impetuosa) — Ruth Gordon y Garson Kanin |
| Mejor guion Presentado por: Dore Schary The Lavender Hill Mob (Oro en barras) — T. E. B. Clarke - The Quiet Man (El hombre tranquilo) — Frank Nugent - 5 Fingers (Operación Cicerón) — Michael Wilson - The Man in the White Suit (El hombre del traje blanco) — Roger MacDougall, John Dighton y Alexander Mackendrick - High Noon (Solo ante el peligro/A la hora señalada) — Carl Foreman | Mejor cortometraje animado Presentado por: Ray Milland y Jane Wyman Johann Mouse - Fred Quimby - Little Johnny Jet - Fred Quimby - Madeline - Stephen Bosustow - Pink and Blue Blues - Stephen Bosustow - The Romance of Transportation in Canada - Tom Daly |
| Mejor cortometraje - Un rollo Presentado por: Ray Milland y Jane Wyman Light in the Window - Boris Vermont - Athletes of the Saddle - Jack Eaton - Desert Killer - Gordon Hollingshead - Neighbours -- Norman McLaren - Royal Scotland - Crown Film Unit | Mejor cortometraje - Dos rollos Presentado por: Ray Milland y Jane Wyman Water Birds - Walt Disney - Bridge of Time - London Film Production - Devil Take Us - Herbert Morgan - Thar She Blows! - Gordon Hollingshead |
| Mejor documental largo Presentado por: Jean Hersholt The Sea Around Us - Norman McLaren - The Hoaxters - Dore Schary - Navajo - Hall Bartlett | Mejor documental corto Presentado por: Jean Hersholt Neighbours - Norman McLaren - Devil Take Us - Herbert Morgan - The Garden Spider - Alberto Ancilotto - Man Alive! - Stephen Bosustow |
| Mejor banda sonora de una película dramática o comedia Presentado por: Walt Disney High Noon (Solo ante el peligro/A la hora señalada) - Dimitri Tiomkin - The Thief (El espía) – Herschel Burke Gilbert - The Miracle of Our Lady of Fatima (El mensaje de Fátima) – Max Steiner - Ivanhoe – Miklós Rózsa - ¡Viva Zapata! – Alex North | Mejor orquestación de una película musical Presentado por: Walt Disney With a Song in My Heart (Con una canción en mi corazón) - Alfred Newman - Singin' in the Rain (Cantando bajo la lluvia) – Lennie Hayton - The Jazz Singer (El cantante de jazz) – Ray Heindorf y Max Steiner - Hans Christian Andersen (El fabuloso Andersen) – Walter Scharf - The Medium (La médium) – Gian Carlo Menotti |
| Mejor canción original Presentado por: Walt Disney «High Noon (Do Not Forsake Me, Oh My Darlin')» de High Noon (Solo ante el peligro/A la hora señalada); compuesta por Dimitri Tiomkin y Ned Washington - «Am I in Love» de Son of Paleface (El hijo de Rostro Pálido); compuesta por Jack Brooks - «Because You're Mine» de Because You're Mine (Porque eres mía); compuesta por Nicholas Brodszky y Sammy Cahn. - «Thumbelina» de Hans Christian Andersen (El fabuloso Andersen); compuesta por Frank Loesser. - «Zing a Little Zong» de Just for You (Sólo para ti); compuesta por Harry Warren y Leo Robin. | Mejor sonido Presentado por: Claire Trevor The Sound Barrier (La barrera del sonido) — London Films Sound Department - With a Song in My Heart (Con una canción en mi corazón) — Thomas T. Moulton - Hans Christian Andersen (El fabuloso Andersen) — Gordon E. Sawyer - The card (El personaje) — Departamento de sonido de Pinewood - The Quiet Man (El hombre tranquilo) — Daniel J. Bloomberg |
| Mejor fotografía - Blanco y negro Presentado por: Teresa Wright The Bad and the Beautiful (Cautivos del mal) — Robert Surtees - My Cousin Rachel (Mi prima Raquel) — Joseph LaShelle - Sudden Fear (Miedo súbito) — Charles Lang - Navajo — Virgil Miller - The Big Sky (Río de sangre) — Russell Harlan | Mejor fotografía - Color Presentado por: Teresa Wright The Quiet Man (El hombre tranquilo) — Winton Hoch y Archie Stout - Hans Christian Andersen (El fabuloso Andersen) — Harry Stradling - Ivanhoe — Fred Young - The Snows of Kilimanjaro (Las nieves del Kilimanjaro) — Leon Shamroy - Million Dollar Mermaid (La primera sirena) — George Folsey |
| Mejor dirección de arte - Blanco y negro Presentado por: Joan Fontaine y James Stewart The Bad and the Beautiful (Cautivos del mal) — Cedric Gibbons, Edward Carfagno, Edwin Willis y Keogh Gleason - Carrie — Hal Pereira, Roland Anderson y Emile Kuri - My Cousin Rachel (Mi prima Raquel) — Lyle Wheeler, John DeCuir y Walter Scott - ¡Viva Zapata! — Lyle Wheeler, Leland Fuller, Thomas Little y Claude Carpenter - Rashōmon — Takashi Matsuyama y H. Motsumoto | Mejor dirección de arte - Color Presentado por: Joan Fontaine y James Stewart Moulin Rouge — Paul Sheriff y Marcel Vertés - Hans Christian Andersen (El fabuloso Andersen) — Richard Day, Antoni Clavé y Howard Bristol - The Snows of Kilimanjaro (Las nieves del Kilimanjaro) — Lyle Wheeler, John DeCuir, Thomas Little y Paul Fox - The Merry Widow (La viuda alegre) — Cedric Gibbons, Paul Groesse, Edwin Willis y Arthur Krams - The Quiet Man (El hombre tranquilo) — Frank Hotaling, John McCarthy y Charles Thompson |
| Mejor diseño de vestuario - Blanco y negro Presentado por: Ginger Rogers The Bad and the Beautiful (Cautivos del mal) — Helen Rose - Carrie — Edith Head - Affair in Trinidad (La dama de Trinidad) — Jean Louis - My Cousin Rachel (Mi prima Raquel) — Charles LeMaire y Dorothy Jeakins - Sudden Fear (Miedo súbito) — Sheila O'Brien | Mejor diseño de vestuario - Color Presentado por: Ginger Rogers Moulin Rouge — Marcel Vertés - With a Song in My Heart (Con una canción en mi corazón) — Charles LeMaire - The Greatest Show on Earth (El mayor espectáculo del mundo) — Dorothy Jeakins, Miles White y Edith Head - The Merry Widow (La viuda alegre) — Helen Rose y Gile Steele - Hans Christian Andersen (El fabuloso Andersen) — Antoni Clavé, Mary Wills y Karinska                                                                                       |
| Mejor montaje Presentado por: Frank Capra High Noon (Solo ante el peligro/A la hora señalada) — Elmo Williams y Harrt Gestard - Flat Top — William Austin - The Greatest Show on Earth (El mayor espectáculo del mundo) — Anne Bauchens - Moulin Rouge — Ralph Kemplen - Come Back, Little Sheba (Vuelve, pequeña Sheba) — Warren Low | |

### Óscar honorífico
- Mejores efectos especiales: Plymouth Adventure
- Mejor película de habla no inglesa: Jeux interdits (Juegos prohibidos) de René Clément (Francia)
- George Alfred Mitchell, por la creación de la cámara que lleva su nombre y por su continua presencia en el cine.
- Joseph Schenck, por su largo y distinguido servicio al cine.
- Merian C. Cooper, por sus innovaciones en el arte cinematográfico.
- Harold Lloyd, maestro de la comedia y buen ciudadano.
- Bob Hope, por su contribución a la risa en el mundo.

## Premios y nominaciones múltiples
| Película                                                    | Nominaciones | Premios |
| ----------------------------------------------------------- | ------------ | ------- |
| The Bad and the Beautiful (Cautivos del mal)                | 6            | 5       |
| High Noon (Solo ante el peligro/A la hora señalada)         | 7            | 4       |
| Moulin Rouge                                                | 7            | 2       |
| The Quiet Man (El hombre tranquilo)                         | 7            | 2       |
| The Greatest Show on Earth (El mayor espectáculo del mundo) | 5            | 2       |
| ¡Viva Zapata!                                               | 5            | 1       |
| With a Song in My Heart (Con una canción en mi corazón)     | 5            | 1       |
| Come Back, Little Sheba (Vuelve, pequeña Sheba)             | 3            | 1       |
| The Sound Barrier (La barrera del sonido)                   | 2            | 1       |
| The Lavender Hill Mob (Oro en barras)                       | 2            | 1       |
| Jeux interdits (Juegos prohibidos)                          | 1            | 1       |
| Hans Christian Andersen (El fabuloso Andersen)              | 6            | 0       |
| My Cousin Rachel (Mi prima Raquel)                          | 4            | 0       |
| Sudden Fear (Miedo súbito)                                  | 4            | 0       |
| Ivanhoe                                                     | 3            | 0       |
| Singin' in the Rain (Cantando bajo la lluvia)               | 2            | 0       |
| Carrie                                                      | 2            | 0       |
| The Snows of Kilimanjaro (Las nieves del Kilimanjaro)       | 2            | 0       |
| 5 Fingers (Operación Cicerón)                               | 2            | 0       |
| The Big Sky (Río de sangre)                                 | 2            | 0       |
| The Merry Widow (La viuda alegre)                           | 2            | 0       |